# 道の駅うり坊の郷 katamata

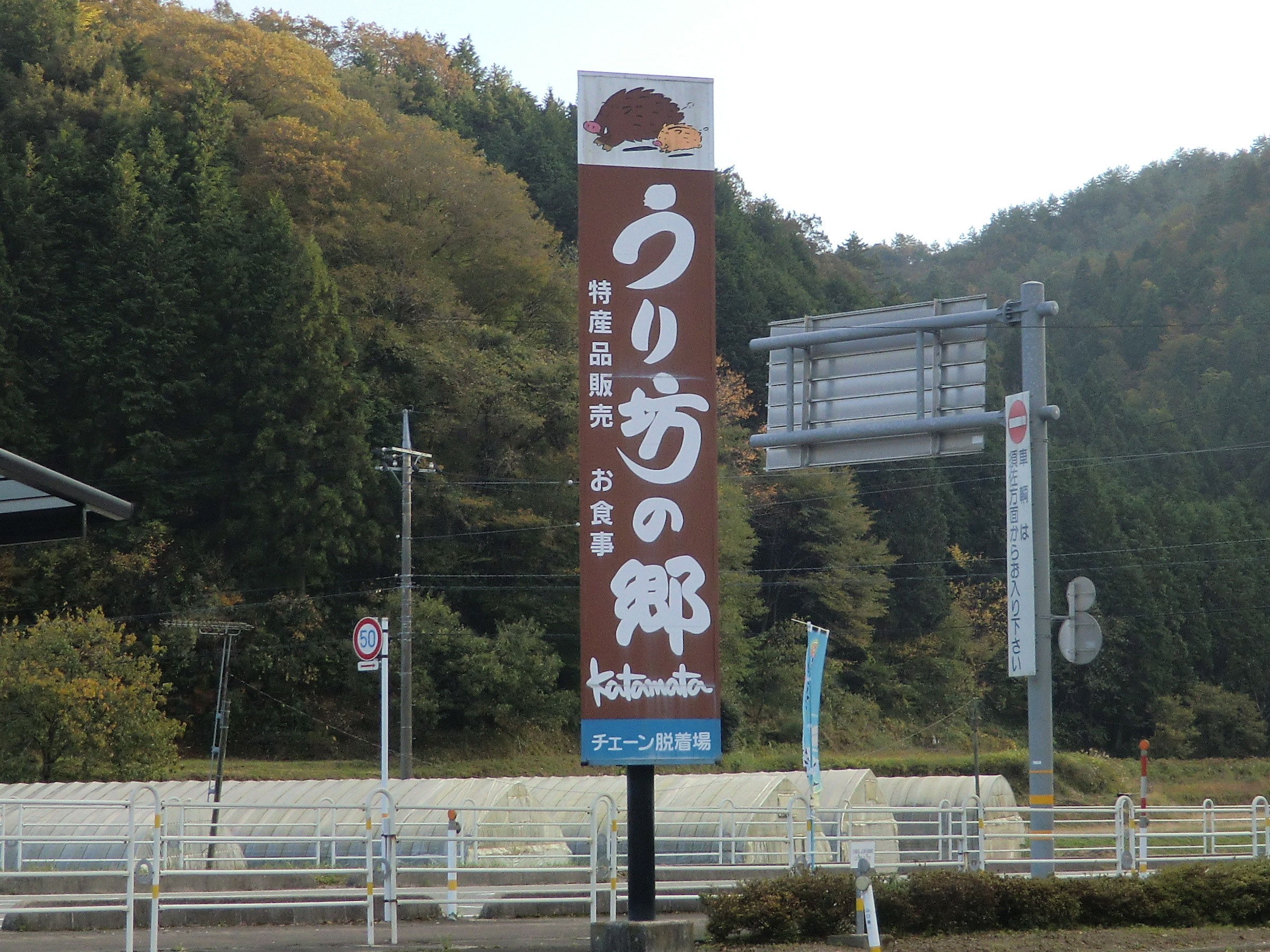
うり坊の描かれた看板

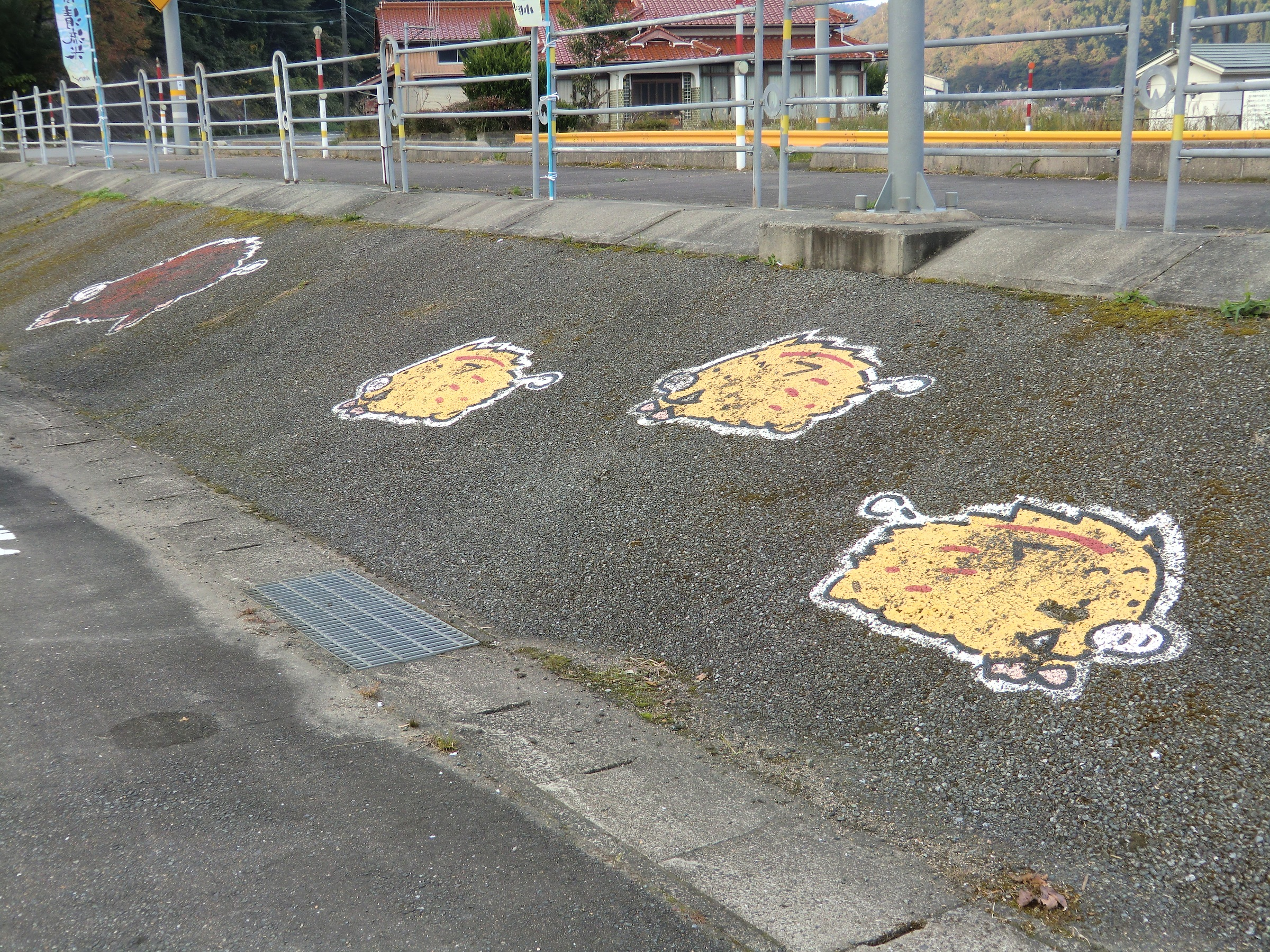
うり坊の描かれた駐車場の壁面

道の駅うり坊の郷 katamata（みちのえき うりぼうのさと かたまた）は、山口県萩市大字片俣にある国道315号の道の駅である。
2001年（平成13年）から都市農村交流施設として営業していたものを2004年（平成16年）に道の駅としてリニューアルしたものである。
「うり坊」はイノシシの子のこと（近隣は猪肉が名産である）、「katamata」は近隣の地区名（片俣）から名付けられた。

## 施設
- 駐車場
  - 普通車：27台（電気自動車用充電スタンドあり）
  - 大型車：2台
  - 身障者用：4台
- トイレ
  - 男：小 2器、大 3器
  - 女：4器
  - 身障者用：2器
- 公衆電話：1台
- 喫茶店
- 売店
- 休憩施設
- 情報コーナー

## 休館日
- 年中無休

## アクセス
- 国道315号 - 登録路線
  - 山口県道13号萩津和野線交点にほど近い。

## 周辺
- ひまわりロード
- むつみ昆虫王国
- むつみ牧場（秋川牧園系列の観光牧場）